# Aleksej Broesilov
Aleksej Aleksejevitsj Broesilov (Russisch: Алексе́й Алексе́евич Бруси́лов) (Tbilisi, 19 augustus 1853 – Moskou, 17 maart 1926) was een Russisch generaal die vooral bekend werd door zijn militaire tactieken tijdens het Broesilov-offensief in 1916 tijdens de Eerste Wereldoorlog. Zijn oorlogservaringen werden vertaald in het Engels in 1930 en uitgegeven onder de naam A Soldier's Notebook, 1914–1918.

## Vroege carrière
Broesilov werd geboren in Tiflis (nu Tbilisi, Georgië). Zijn vader was Russisch en zijn moeder Pools. Nadat hij zijn studie had afgerond, ging hij in het Russische leger. Hij vocht in de Russisch-Turkse (1877-1878). In 1906 werd hij tot generaal gepromoveerd.

## Eerste Wereldoorlog
Broesilov diende tijdens de Eerste Wereldoorlog als commandant van het achtste leger en later als opperbevelhebber aan het Zuidwestfront. Daarmee verdiende hij de reputatie van Ruslands beste generaal. Tijdens de planning en de voorbereidende fase bedacht Broesilov met zijn team een innovatieve methode die anticipeerde op de effectieve Duitse infiltratietactieken van die tijd. Het Broesilov-offensief, uitgevoerd door het Russische achtste leger, was een van de belangrijkste Russische campagnes tijdens de Eerste Wereldoorlog. Bij dit offensief verloor het Oostenrijks-Hongaarse leger 1,5 miljoen soldaten en 25.000 vierkante kilometer land.

## Militaire loopbaan
- Soldaat: 8 januari 1871[1]
- Vaandrig: 17 juli 1872[1]
- Tweede luitenant:[1]
- Eerste luitenant: 2 april 1874[1]
- Kapitein: 8 januari 1877[1]
- Luitenant-kolonel: 9 februari 1890
- Kolonel: 30 augustus 1892
- Generaal-majoor: 6 mei 1900
- Luitenant-generaal: 6 december 1906[1]
- Generaal der Cavalerie: 16 juni 1912[1]

## Onderscheidingen
- Orde van Sint-George
  - 3e klasse op  18 september 1914[1]
  - 4e klasse op 23 augustus 1914[1]
- Orde van Sint-Vladimir[1]
- Orde van Sint-Anna
  - 1e klasse in 1909[1]
  - 2e klasse in 1883
  - 3e klasse met Zwaarden in 1878[1]
- Orde van Sint-Stanislaus
  - 1e klasse in 1903[1]
  - 2e klasse met Zwaarden in 1878[1]
  - 3e klasse met Zwaarden in 1878[1]
- Orde van de Witte Adelaar met Zwaarden op 1 oktober 1915[1]
- Orde van Sint-Vladimir
  - 2e klasse in 1913[1]
- Gouden zwaard voor Dapperheid op 27 oktober 1915[1]
- Gouden zwaard voor Dapperheid met Diamanten op 20 juli 1916[1]
- Orde van de Leeuw en de Zon
  - Grootkruis in 1903
  - Ridder  in 1874
- Legioen van Eer
  - Grootkruis in 1916
  - Grootofficier in 1903
  - Officier in 1897
- Orde van de Rode Adelaar, 2e klasse in 1898
- Militaire Orde van Verdienste, 2e klasse in 1902
- Officier in de Orde van de Italiaanse Kroon in 1903
- Commandeur in de Sint-Alexanderorde in
- Médaille militaire in 1916